# Cattedrale di Santa Maria (Anagni)
MOX CONDITOREM CONCTORUM NOSCE FACTOREM,
CONDIDIT HIC PETRUS SUMMO CONANIME PRAESUL
QUEM GENUIT TELLUS, NOBIS DEDIT ALMA SALERNUS:
(Epigrafe del vescovo Pietro, fondatore della basilica, originariamente posta sulla facciata)
La  basilica cattedrale di Santa Maria Annunziata è il principale luogo di culto cattolico di Anagni, in provincia di Frosinone, sede vescovile della diocesi di Anagni-Alatri; ha la dignità di basilica minore.

## Storia
La costruzione della Cattedrale risale agli anni 1072-1104 ad opera del vescovo Pietro da Salerno e per la munificenza dell'imperatore d'oriente Michele VII Ducas. La Cattedrale è di stile romanico mentre, nell'interno, si presenta in gotico lombardo dopo il restauro del 1250 da parte del vescovo Pandolfo che fece sostituire le capriate in legno della navata centrale e del transetto con archi gotici. La frequente presenza dei pontefici in Anagni spiega perché la Cattedrale fu sede di importanti fatti storici come il "pactum anagninum" (trattativa tra il Papato e l'Impero) e la canonizzazione di San Bernardo di Chiaravalle, Santa Chiara d'Assisi, Edoardo il Confessore re d'Inghilterra e San Pietro eremita patrono di Trevi nel Lazio. In essa furono anche comminate le scomuniche contro l'antipapa Ottaviano Monticelli (Vittore IV) e contro gli imperatori Federico Barbarossa (24 marzo 1160), Federico II e Manfredi. Mentre nei locali annessi, comunicanti attraverso il chiostro, oggi scomparsi, avvenne l'oltraggio a Bonifacio VIII (Schiaffo di Anagni)

## Descrizione

### Esterno

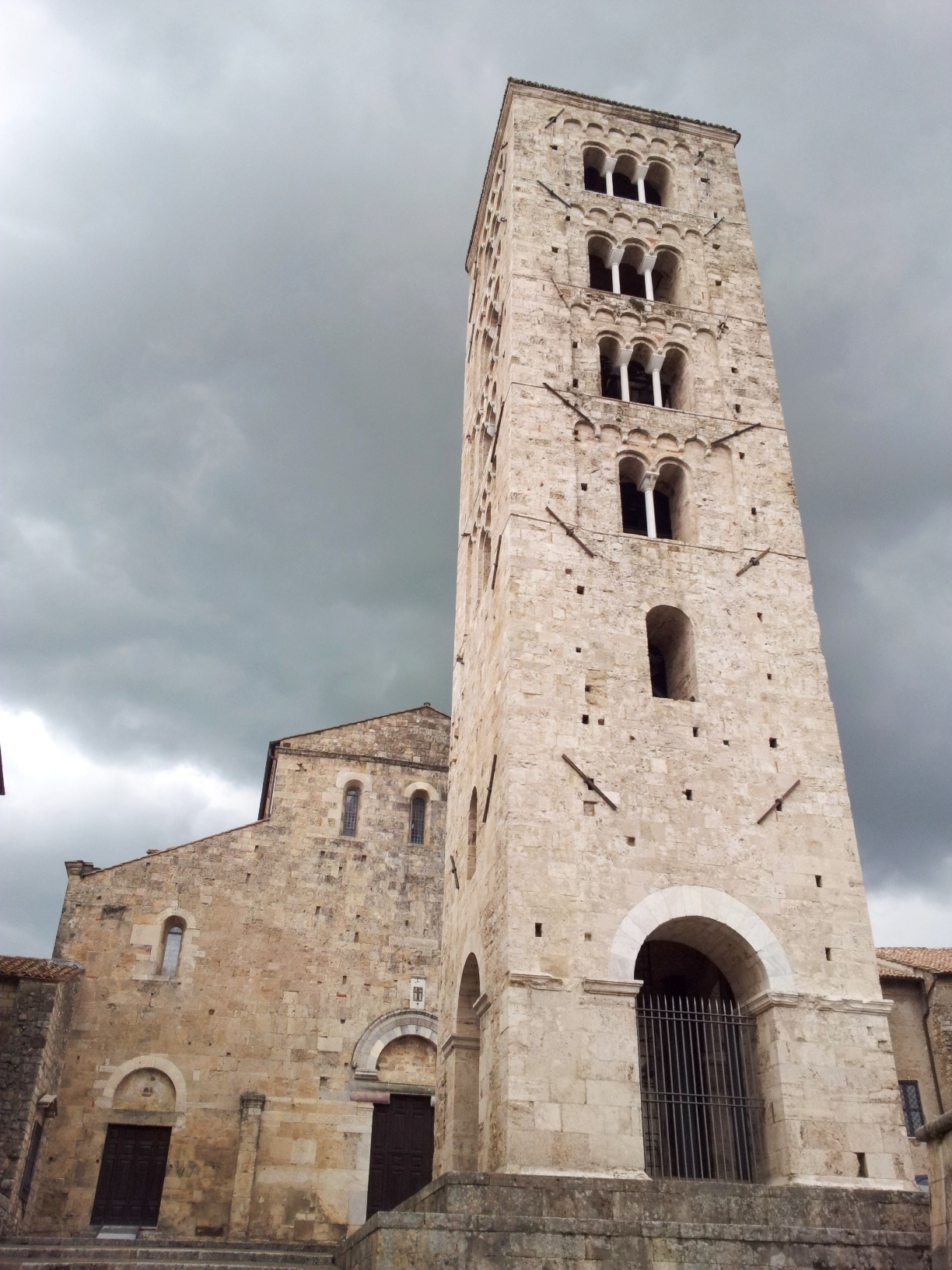
La facciata e il campanile

La facciata ben piantata esprime forza e semplicità in un muro crudo, sul quale si aprono tre ingressi ad oriente. Accanto all'ingresso di sinistra, dietro a una grata, c'è un affresco di Madonna in trono tra S.Caterina della Rota e S.Antonio Abate (sec.XIV). La parte occidentale dell'edificio sacro presenta tre bellissime absidi e una scalinata, che dà un tono solenne all'insieme. Il campanile, alto 30 m e in stile romanico, presenta monofore, bifore e trifore. Venne restaurato nel 1938 quando all'interno di esso venne installato un castello di ferro, che sopporta il peso di cinque campane.

### Interno

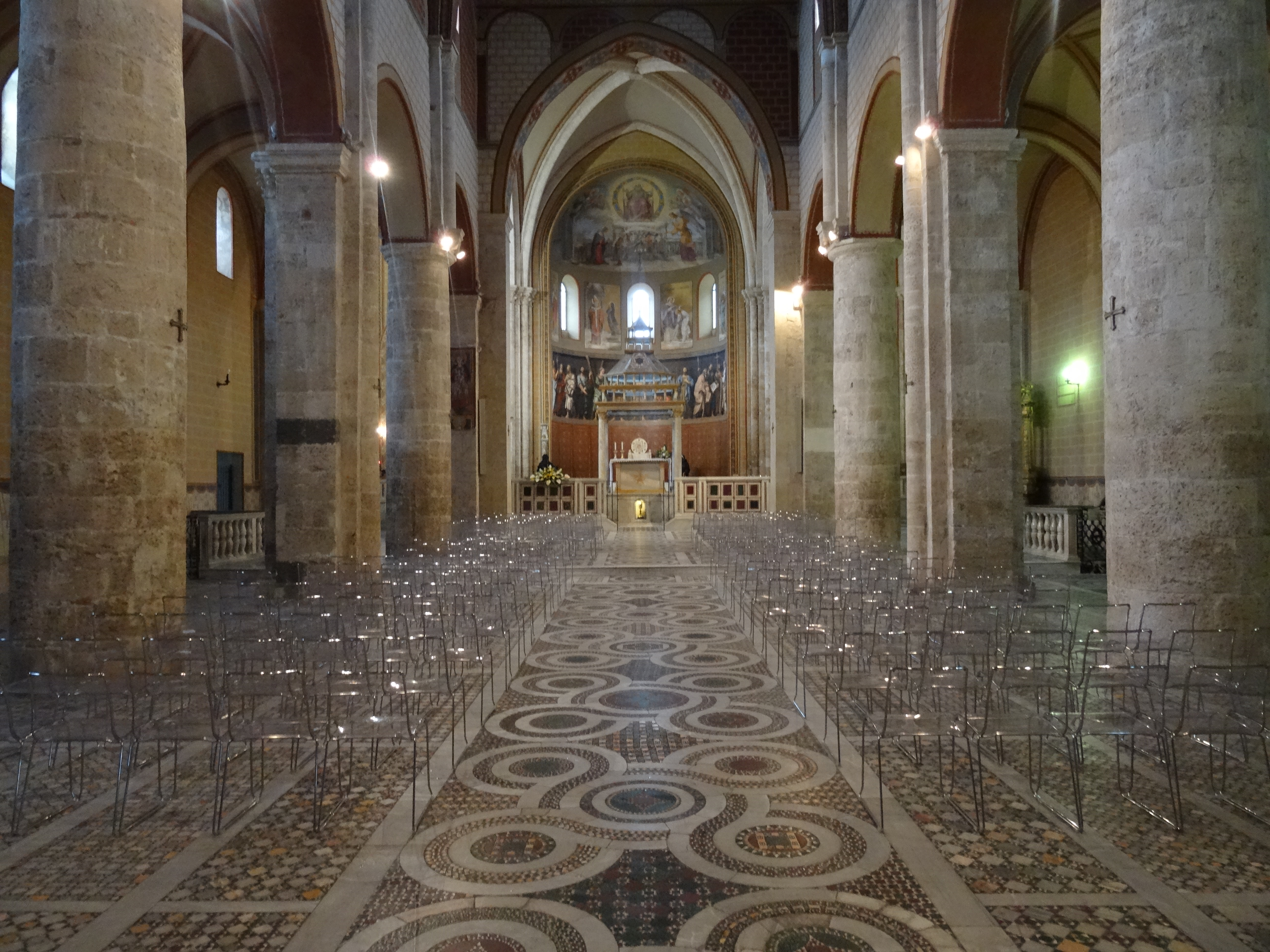
Interno

L'edificio sacro è a tre navate costruito dai maestri comacini. Caratteristico il pregevole pavimento a mosaico eseguito nel 1231 dalla celebre famiglia di marmorari romani, i Cosmati (da qui l'aggettivo cosmatesco). La lunetta interna sopra la porta centrale raffigura la Madonna con Bambino tra S. Magno e S. Secondina (fine sec. XIII). Sullo sfondo dell'abside centrale, sopra il panneggio del Cisterna, campeggiano le figure degli Apostoli, ognuno caratterizzato dal proprio attributo, opera del Borgogna (sec. XVII), in alto le figure dei santi venerati ad Anagni, l'Annunciazione e l'Eterno Padre opera dei pittori Pietro e Giovanni Gagliardi. Nell'abside di sinistra i discepoli di Emmaus e gli angeli adoranti. In quella di destra il matrimonio tra S. Giuseppe e la Vergine ed il Transito di S. Giuseppe. Nell'abside maggiore possiamo ancora ammirare tre pregiate opere del Vassalletto (1263): una bellissima colonna tortile mosaicata per il candelabro del cero pasquale, la cattedra episcopale e il ciborio che copre l'altare, tutte opere volute dal vescovo Landone. Si affacciano sul vano della chiesa il battistero e le cappelle Lauri, Caetani, Raoli (detta anche cappella di S. Carlo) con il quadro della Madonna della Misericordia opera del Frenguelli donato da Papa Leone XIII. Ai lati due tele dei fratelli Gagliardi.

### Cripta

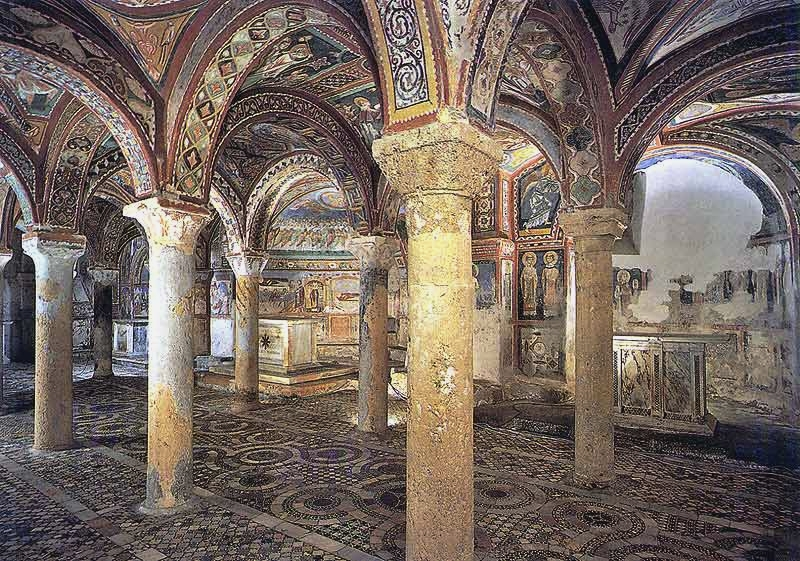
La cripta

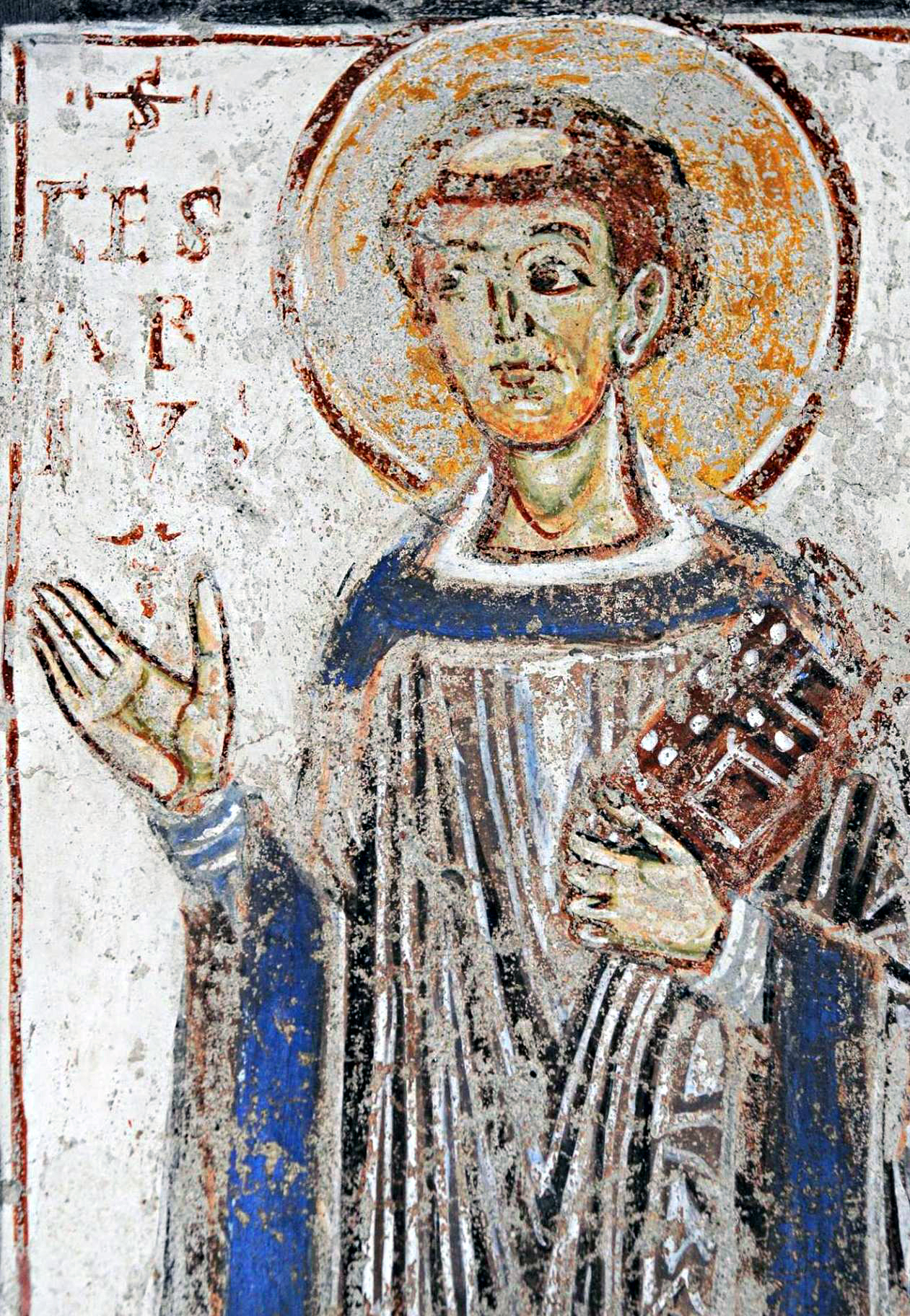
Affresco raffigurante san Cesario di Terracina, Cripta della Cattedrale di Santa Maria, Anagni

La Cripta della Cattedrale di Anagni, dedicata a San Magno, patrono della città, una delle maggiori attrazioni turistiche della città, fu costruita contemporaneamente alla chiesa superiore tra il 1068 e il 1104. Conosciuta come la Cappella Sistina del Medioevo, il suo pregio consiste nell'armonia di un mirabile intreccio di archi romanici, nel pavimento cosmatesco originale e negli splendidi affreschi che ricoprono una superficie di 540 m². Il ciclo pittorico è opera di artisti ignoti appartenenti a tre botteghe diverse, meglio noti come Primo Maestro o Maestro delle traslazioni, Secondo Maestro o Maestro Ornatista e Terzo Maestro o Maestro di Anagni (riconosciuto anche come l'autore degli affreschi dell'Aula Gotica della chiesa romana dei Santi Quattro Coronati).
Esso rappresenta la storia della salvezza dell'uomo dalla sua origine al suo giudizio. Sulle ventuno volte, infatti, si trovano raffigurate scene dell'Antico e Nuovo Testamento (storia dell'Arca dell'Alleanza e Apocalisse) e un raro e importante ciclo sulla creazione del mondo, attraverso l'unione proporzionale dei quattro elementi e dell'uomo, in cui la concezione del microcosmo nel macrocosmo è accompagnata dalla figure dei medici Ippocrate e Galeno e dalla Teoria degli Elementi di derivazione platonica. Sulle pareti, invece, sono affrescate le storie dei miracoli attribuiti a S. Magno e le agiografie dei santi sepolti negli altari, nei quali riposano i corpi di san Magno, patrono della città, sante Aurelia e Noemisia, santa Secondina e reliquie di santa Oliva, san Sebastiano, san Cesario e altri martiri.

### Oratorio di San Tommaso Becket
L'Oratorio di San Tommaso Becket è situato accanto alla Cripta. Nel vestibolo, dove prima erano i sepolcri di famiglie illustri della Città, si apre una porta che introduce nell'antico mitreo, di cui si conserva ancora l'ara sacrificale, trasformato più tardi in oratorio cristiano. Particolarmente interessante è il ciclo pittorico che ha lo scopo di catechizzare il popolo attraverso le immagini di episodi biblici: dalla creazione dell'uomo alla nascita di Gesù, fino al Giudizio Universale e al trionfo di Cristo. Di particolare bellezza è l'affresco della parabola delle Vergini stolte sulla parete d'ingresso. Inoltre, è presente un ciclo di storie su Thomas Becket (+1170), tra cui il suo martirio. Lo stesso santo è raffigurato sulla parete di fondo, accanto al Cristo benedicente. Thomas Becket venne canonizzato da Alessandro III nella vicina Segni il 21 febbraio 1173, dunque la realizzazione di queste pitture è da collocarsi poco dopo quella data.

### Tesoro
Il Tesoro del Duomo di Anagni raccoglie una campionatura particolarmente selezionata di ori, smalti, avori, reliquiari (come il cofanetto di san Thomas Becket), preziosi tessuti (famoso il piviale di Bonifacio VIII, decorato con animali simbolici che rimandano alla sua concezione del papato[4]) e antifonari in pergamena con miniature in oro. Essi, per la varietà di tecniche, manifatture, stili e provenienze, testimoniano uno dei momenti più densi e vitali della cultura artistica del duecento. Attigua alla sala del Tesoro è la medievale Cappella del Salvatore con affreschi del XII-XIII secolo. In essa sono conservate pregevoli opere lignee tra le quali spicca una cattedra episcopale del XII secolo, tra le più antiche d'Europa.

### Lapidario e collezione archeologica
Il Lapidario si trova nei locali adiacenti al chiostro. Esso raccoglie marmi, antiche lastre mosaicate e cosmatesche, lapidi ed iscrizioni romane, frammenti di pietre tombali, stemmi e cippi funerari, testimoni dei tempi passati. Di particolare importanza sono i famosi cippi romani posti dinanzi alla cancellata della cordonata, ritrovati ad Anagni in località detta "Terme di Piscina". Alcuni di questi reperti non appartengono ad Anagni né al suo territorio, ma provenienti da Roma e dalle catacombe romane, furono regalati in passato alla Cattedrale. Importante è anche la collezione archeologica allestita in teche di vetro esposte nel Criptoportico.

## Galleria d'immagini

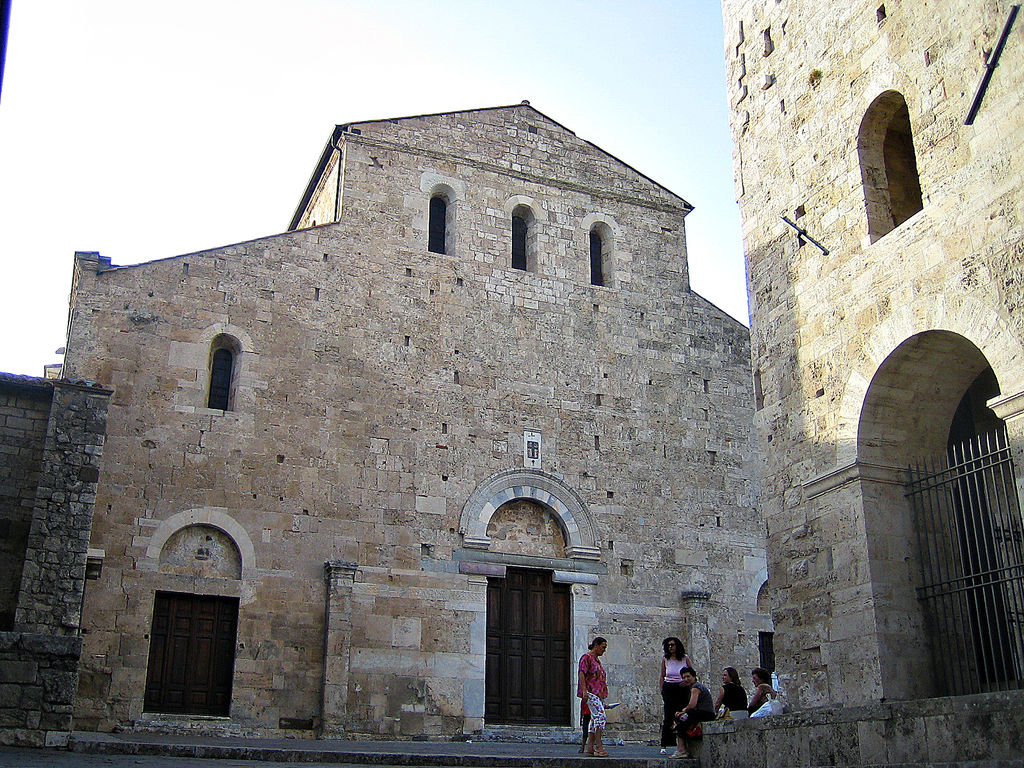
Facciata
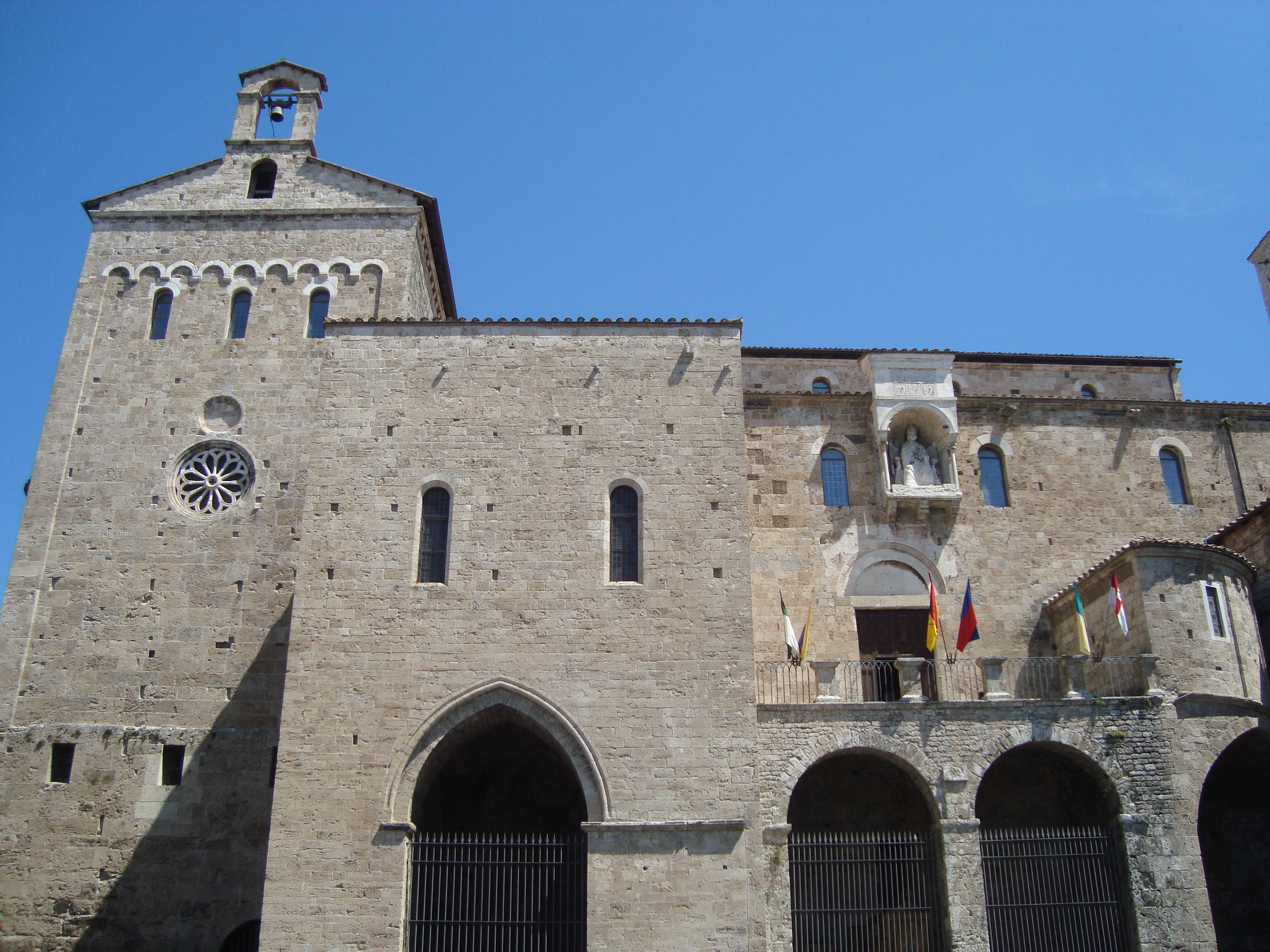
Fianco sinistro
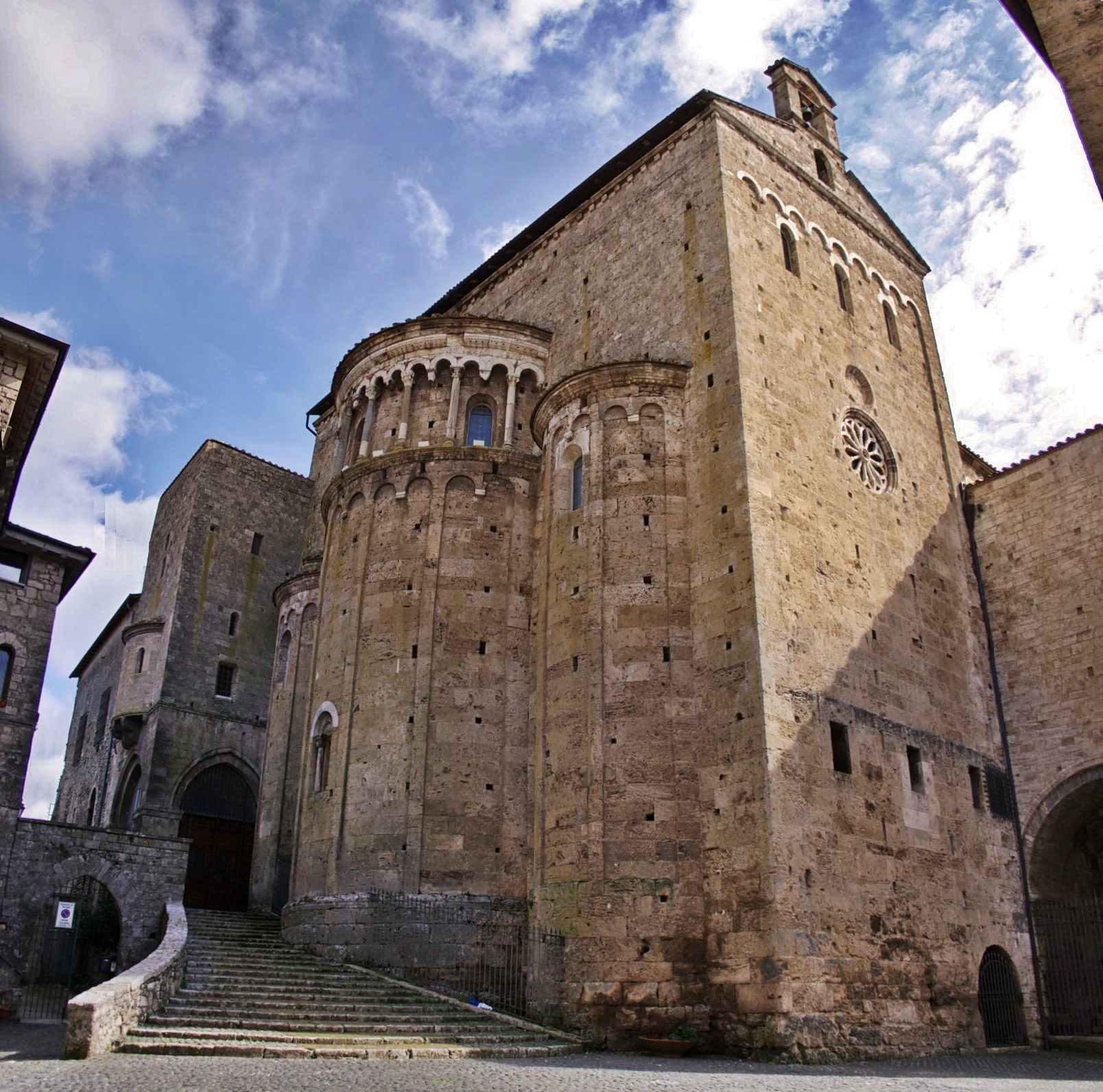
Esterno dell'abside
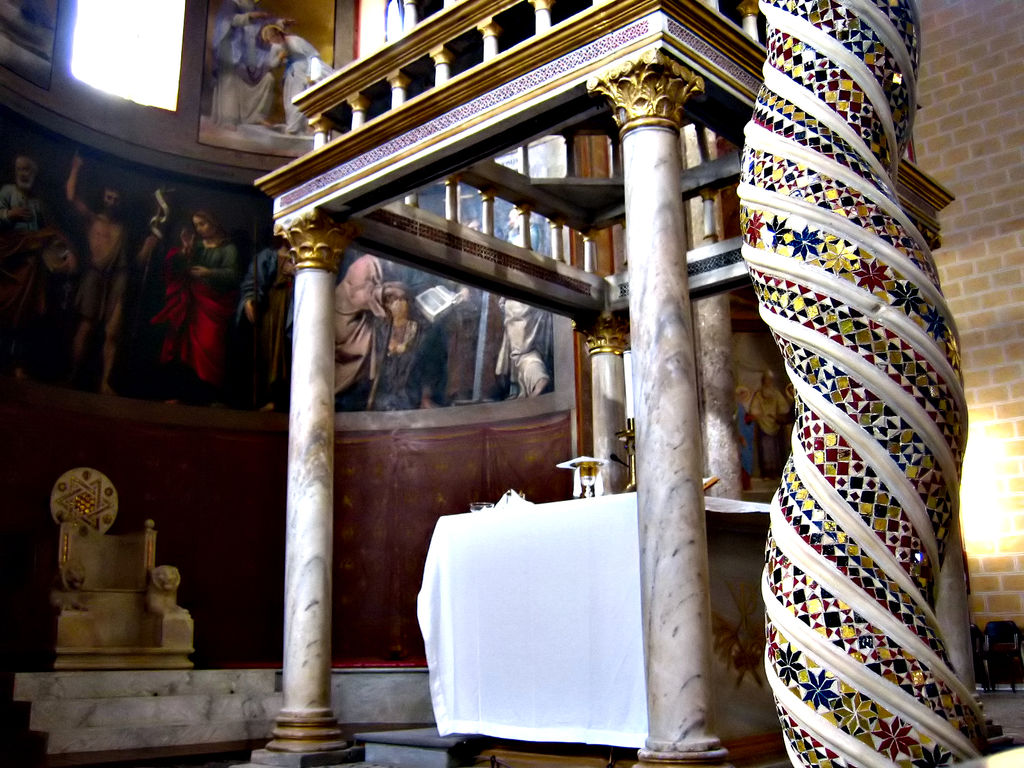
Particolare del ciborio e della colonna del cero pasquale
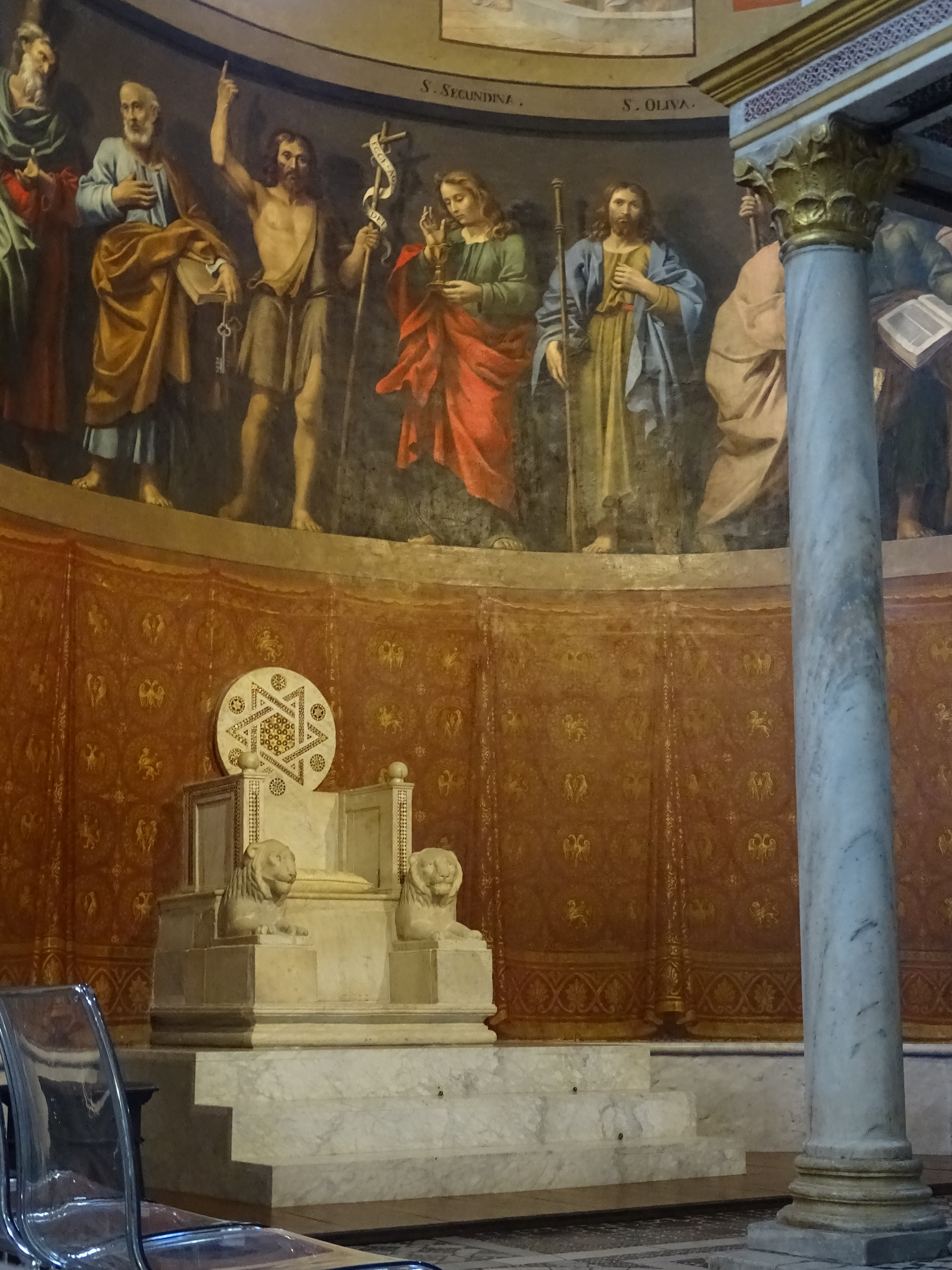
La cattedra
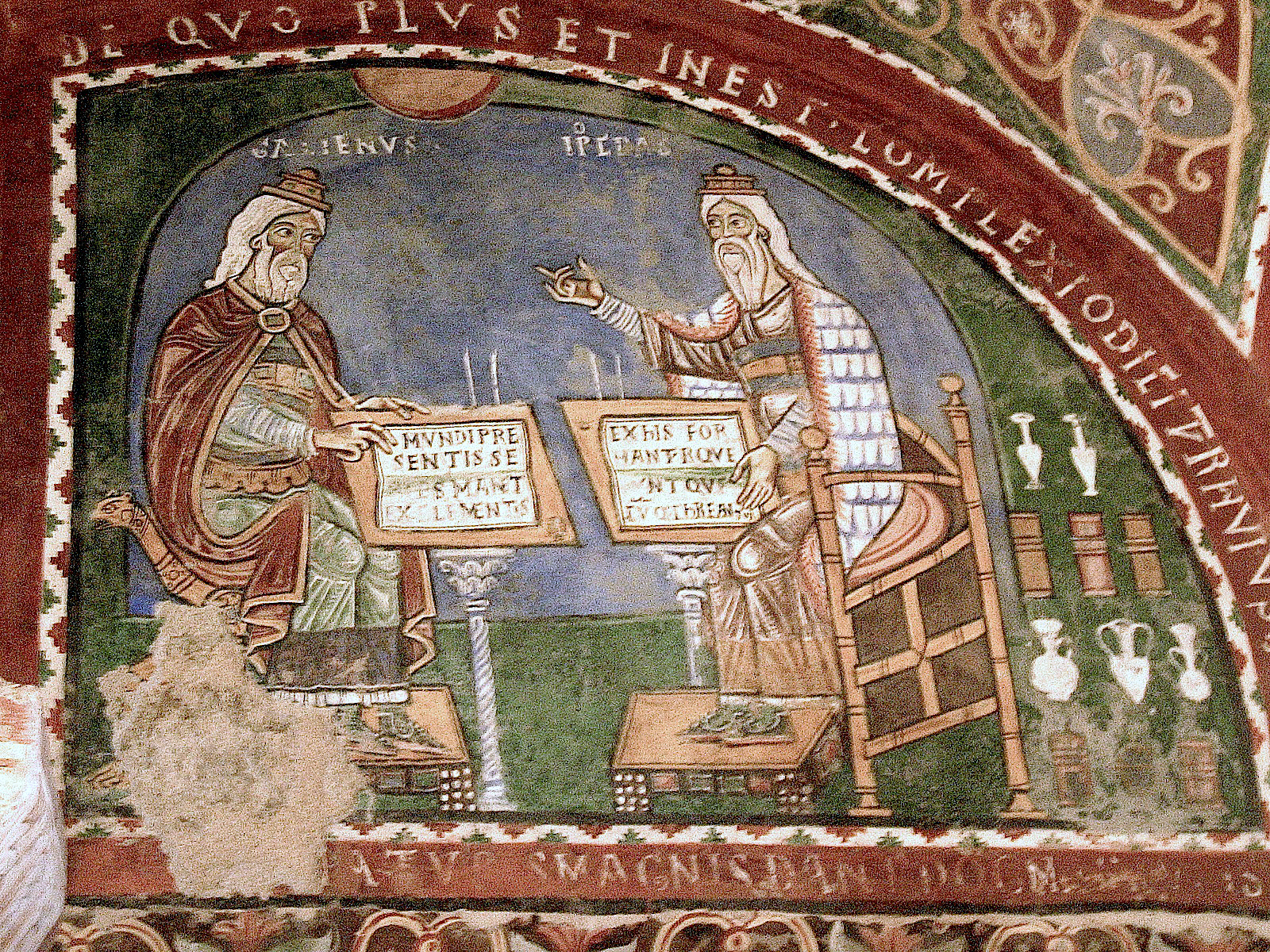
Cripta, affresco raffigurante Galeno e Ippocrate